# MKVToolNix
MKVToolNix - це збірка приладдь для формату медія-контейнеру Матроска, створений Морицом Бункусом, включаючи mkvmerge. Вільне та відкрите програмне забезпечення бібліотек та приладдь Matroska доступні на багатьох операційних системах, включаючи Linux та BSD, macOS і Microsoft Windows. Також приладдя можна завантажити з сайтів постачальників відео-програмного забезпечення та зі сховищ FOSS.

## Застосунки
MKVToolNix оглянуто виданнями Linux Journal, Linux Format, the ICTE Journal та Softpedia, разом з іншими. Придаддя використовують патенти "Universal container for audio data". Існує портитавна версія програми для Windows, проте вона й досі не доступна у форматі PortableApps.

## Компоненти
MKVToolNix GUI
це Qt GUI для mkvmerge та наступник mmg.
mkvmerge
з'єднує мультимедійні потоки в один Matroska-файл.
mkvinfo
показує всі елементи, які містяться у файлові Matroska.
mkvextract
витягує певні частини з файлу Matroska до інших форматів.
mkvpropedit
дозволяє аналізувати та змінювати деякі файлові налаштування Matroska'и.

## Відсилання
1. ↑  Debian -- Details of package mkvtoolnix-gui in jessie. Архів оригіналу за 29 грудня 2020. Процитовано 10 березня 2017.
2. ↑  MKVToolnix. videohelp.com. 2015. Архів оригіналу за 24 березня 2015. Процитовано 3 вересня 2018.
3. ↑  Downloads for Windows. matroska.org. 2011. sec. Editors. Архів оригіналу за 6 лютого 2015. Процитовано 6 лютого 2015. [Архівовано 2015-02-06 у Wayback Machine.]
4. ↑  MKVToolnix. digital digest. 2015. Архів оригіналу за 3 вересня 2018. Процитовано 3 вересня 2018.
5. ↑  MKVToolnix. free-codecs.com. 2015. Архів оригіналу за 29 жовтня 2020. Процитовано 3 вересня 2018.
6. ↑  FOSShub (5 січня 2015). MKVToolNix. Архів оригіналу за 29 грудня 2020. Процитовано 8 лютого 2015. This is a must-have software if you work with MKV files.
7. 1 2 3  
 {{cite journal}}: Порожнє посилання на джерело (довідка)
8. ↑  D. Bartholomew (2008). Reviews: The popcorn hour a-100. Linux Journal. Архів оригіналу за 29 грудня 2020. Процитовано 7 лютого 2015.
9. ↑  A. Oujezdský (2014). Creation of educational video tutorials and their use in education (PDF). ICTE Journal. Архів оригіналу (PDF) за 29 грудня 2020. Процитовано 3 вересня 2018.
10. ↑  Silviu Stahie (5 січня 2015). Merge, Split, and Convert MKV Files with MKVToolNix. Softpedia Linux blog. Архів оригіналу за 29 грудня 2020. Процитовано 7 лютого 2015.
11. ↑  Cory Altheide, Harlan Carvey (29 березня 2011). Digital Forensics with Open Source Tools. Elsevier. ch. 8 "File Analysis". ISBN 1597495875.
12. ↑  US patent 8494866, William G. Stewart; James E. McCartney & Douglas S. Wyatt, "Universal container for audio data", published 2013-07-23,  assigned to Apple Inc.
13. ↑  darksabre76 (21 січня 2013). MKVToolNix Portable 7.1.0 Dev Test 1. PortableApps.com. Архів оригіналу за 29 грудня 2020. Процитовано 7 лютого 2015.
14. ↑  Moritz Bunkus (2015). mkvmerge -- Merge multimedia streams into a Matroska™ file. mkvtoolnix. Архів оригіналу за 29 вересня 2015. Процитовано 6 лютого 2015.

## Зовнішні ланки
- Офіційний сайт
- проєкт mkvtoolnix на GitHub
- Шаблон:Openhub на Шаблон:Openhub